# Percina sciera
Percina sciera är en fiskart som först beskrevs av Joseph Swain, 1883.  Percina sciera ingår i släktet Percina och familjen abborrfiskar. Inga underarter finns listade i Catalogue of Life.